# Nick Viergever
Nick Viergever, né le 3 août 1989 à Capelle aan den IJssel aux Pays-Bas, est un footballeur international néerlandais qui joue au poste de défenseur au FC Utrecht. Il fait partie du Club van 100 (joueurs ayant disputé au moins 100 matchs officiels avec l'Ajax).

## Biographie

### En club
Avec l'AZ Alkmaar, il dispute à deux reprises les quarts de finale de la Ligue Europa, en 2012 face au Valence CF, puis en 2014 face au Benfica Lisbonne.
Le 24 mai 2014, il signe un contrat qui le lie pour quatre ans avec l'Ajax Amsterdam.
Avec l'Ajax, il participe à la phase de groupe de la Ligue des champions lors de la saison 2014-2015 (cinq matchs joués, avec une seule victoire, face à l'APOEL Nicosie).
En 2017, il dispute avec l'Ajax les demi-finales de la Ligue Europa, face à l'Olympique lyonnais.
Par la suite, il dispute avec le PSV Eindhoven la phase de groupe de la Ligue des champions 2018-2019 (six matchs joués, avec aucune victoire).

### En équipe nationale
Il joue son premier match en équipe des Pays-Bas le 15 août 2012, en amical contre la Belgique (défaite 4-2). Il doit ensuite attendre près de cinq ans avant de rejouer avec la sélection. Il joue ainsi en 2017, deux matchs amicaux contre l'Italie (victoire 1-2), et le Maroc (victoire 1-2 également).

## Palmarès
- AZ Alkmaar
  - Coupe des Pays-Bas :
    - Vainqueur  : 2013

  - Supercoupe des Pays-Bas :
    - Finaliste  : 2013

- Ajax Amsterdam
  - Ligue Europa
    - Finaliste : 2017 (ne joue pas la finale)

  - Championnat des Pays-Bas :
    - Vice-champion : 2015, 2016, 2017 et 2018

  - Supercoupe des Pays-Bas :
    - Finaliste  : 2014

- PSV Eindhoven
  - Supercoupe des Pays-Bas :
    - Finaliste  : 2018